# أبو قرن هندي رمادي
أبو قرن هندي رمادي (الإسم العلمي:Ocyceros birostris)، هو نوع يتبع فصيلة أبو قرن، يستوطن في شبه القارة الهندية، ريشه رمادي وعيونه حمراء وقرنه رمادي داكن يميل إلى السواد، يقضي معظم وقته في الأشجار ولا ينزل إلى الأرض إلا نادراً لالتقاط الطعام.

## معرض صور

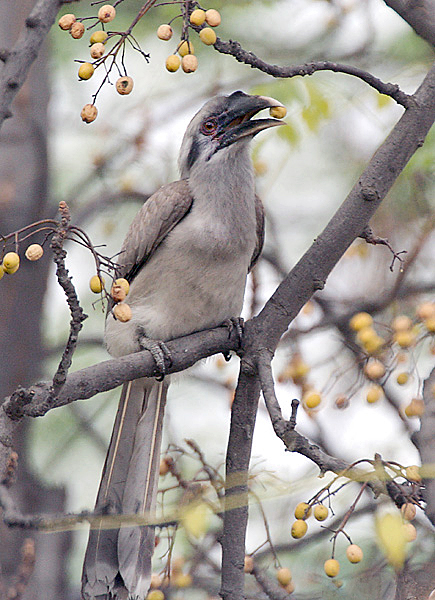
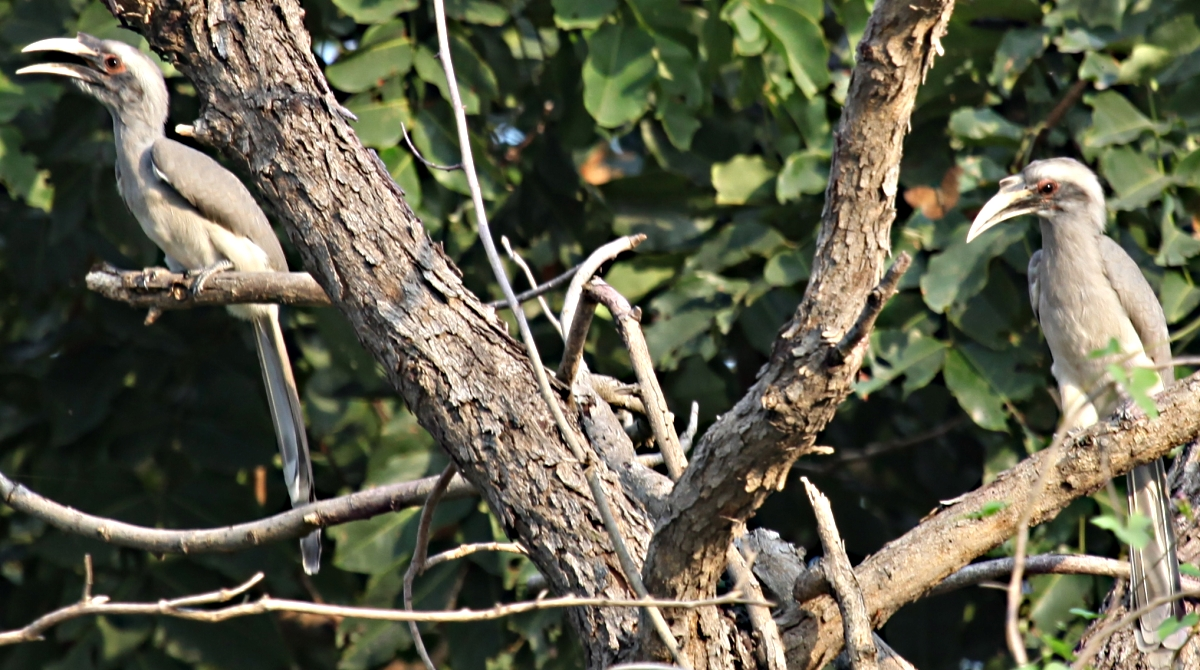
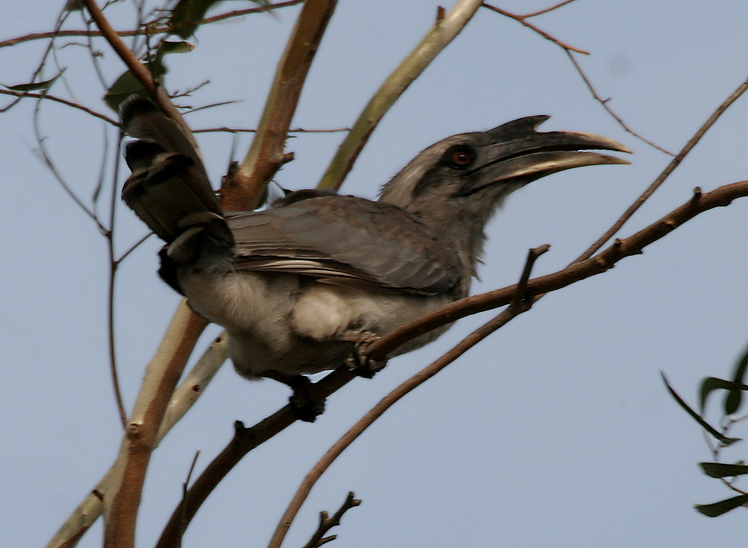
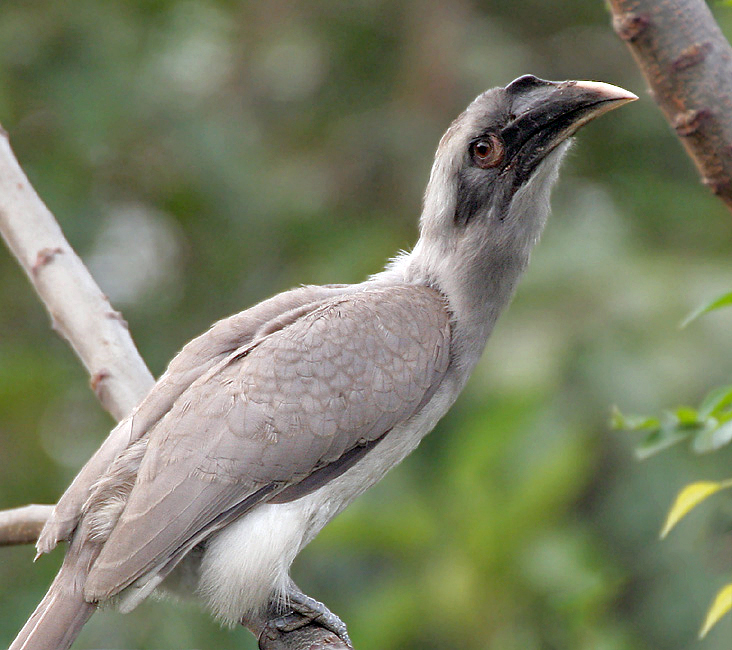
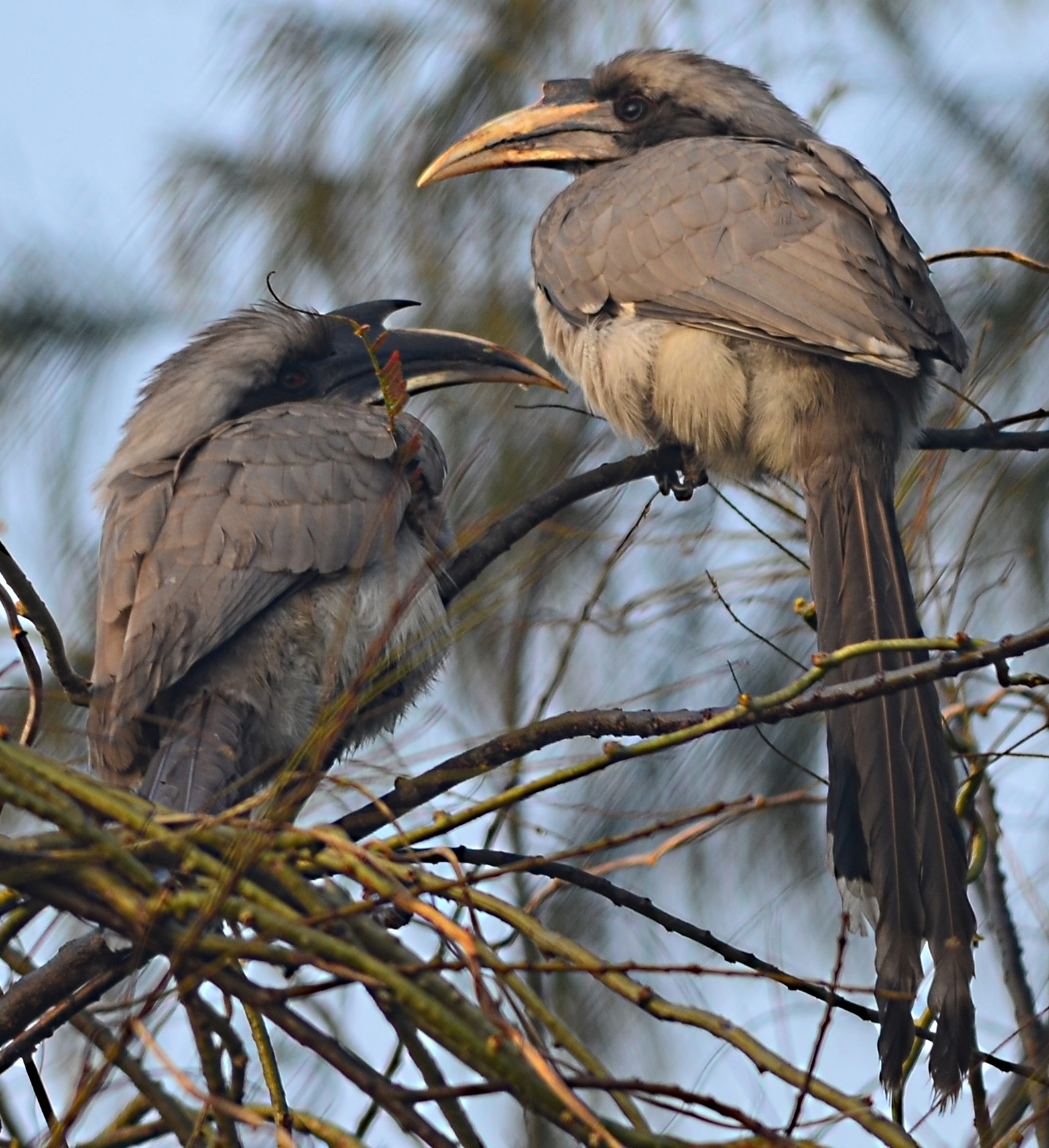